# Robotnicza Spółdzielnia Wydawnicza „Prasa”
Robotnicza Spółdzielnia Wydawnicza „Prasa” (RSW „Prasa”) – przedsiębiorstwo utworzone uchwałą Sekretariatu KC PPR 25 kwietnia 1947 roku, działało na rynku wydawniczym do roku 1973. Wydawnictwo działało jako spółdzielnia z członkostwem osób prawnych i z udziałem większościowym PZPR. RSW „Prasa” w czasie swej działalności wydawała przeszło 50% wszystkich periodyków wychodzących w Polsce, w tym przeszło 90% wszystkich dzienników.
Majątek RSW „Prasa” powstał na bazie 14 wydawnictw i przedsiębiorstw z całego kraju oraz ze wszystkich drukarń będących wówczas w posiadaniu Wojewódzkich i Powiatowych Komitetów PPR i ZWM.
W 1948 Zarząd Główny RSW „Prasa” utworzył Klub Międzynarodowej Prasy i Książki (KMPiK).
10 maja 1947 powołano Radę Nadzorczą RSW „Prasa” w składzie:

1. Jakub Berman
2. Roman Zambrowski
3. Aleksander Zawadzki
4. Zenon Kliszko
5. Franciszek Mazur
6. Jerzy Albrecht
7. Stefan Jędrychowski
8. Helena Kozłowska
9. Mieczysław Wągrowski
10. Aleksander Kowalski
11. Hilary Chełchowski
12. Edward Ochab
13. Kuszewski
14. Eugeniusz Szyr
15. Edmund Pszczółkowski
16. Roman Piotrowski
17. Mieczysław Popiel
18. Julian Kole
19. Mateusz Ochs
20. Leon Kasman
21. Ferdynand Chaber.

Zastępcami członków Rady Nadzorczej zostali: Ignacy Loga-Sowiński, Jan Izydorczyk, Ryszard Strzelecki.
1 stycznia 1973 roku RSW „Prasa” przejęła majątek Centrali Zjednoczenia „Ruch” i przedsiębiorstw zgrupowanych w Zjednoczeniu oraz działalność wydawniczą prowadzoną przez Spółdzielnię Wydawniczą „Książka i Wiedza” przekształcając się w „RSW Prasa-Książka-Ruch”.